# Valérie Bluge
Valérie Bluge (13 februari 1977) is een Belgisch politica voor de liberale MR.

## Biografie
Bluge gaf twaalf jaar lang les in het reguliere en buitengewone lager en secundair onderwijs en in de opleiding van pedagogische bekwaamheid voor leraren beroepspraktijk in het onderwijs voor sociale promotie. Ze studeerde eveneens een jaar lang internationale betrekkingen aan de Universiteit Luik en behaalde er in 2015 een master in de pedagogische wetenschappen. 
Vervolgens ging ze in oktober 2015 als pedagogisch onderzoeker aan de slag bij deze universiteit, achtereenvolgens bij aSPE, de dienst voor analyse van systemen en praktijken in het onderwijs, het programma PARLER voor preventie van leesmoeilijkheden in het lager onderwijs, en AIDE, de dienst voor analyses en interventies in de domeinen van uitval en uitsluiting in het onderwijs.
Van maart 2021 tot juli 2024 was ze inhoudelijk kabinetsmedewerker voor het domein Justitiehuizen op het kabinet van de Franse Gemeenschapsminister Valérie Glatigny, die later werd opgevolgd door Françoise Bertieaux.
Bluge kandideerde voor de MR bij de Waalse verkiezingen van juni 2024 en werd tweede opvolger op de lijst in het arrondissement Luik. In juli 2024 werd ze effectief lid van het Waals Parlement en indirect van het Parlement van de Franse Gemeenschap in vervanging van Fabian Culot, die ontslag had genomen.